# Nicola Boem
Nicola Boem (San Donà di Piave, 27 settembre 1989) è un ex ciclista su strada italiano, professionista dal 2013 al 2017 con il team Bardiani-CSF e vincitore di una tappa al Giro d'Italia 2015.

## Carriera
Nato a San Donà di Piave, in provincia di Venezia, è in evidenza già tra i dilettanti: nelle cinque stagioni nella categoria, quattro come Under-23 e una come Elite, vince tra le altre una tappa al Giro della Valle d'Aosta 2010, il Giro delle Valli Aretine e il Giro del Belvedere nel 2011, e due edizioni della Coppa Fiera di Mercatale (2011, 2012).
Passa professionista nel 2013 con il team Bardiani-CSF diretto da Roberto Reverberi. Ottiene nel 2014 la sua prima vittoria, nella sesta tappa del Giro di Danimarca. Nel 2015 trionfa invece al termine di una lunga fuga nella decima tappa del Giro d'Italia con arrivo a Forlì; in seguito a quel successo veste anche la maglia rossa di leader della classifica a punti.
Al termine della stagione 2017 rescinde il contratto che lo legava alla Bardiani, ponendo così fine alla sua carriera.

## Palmarès
- 2006 (Juniores)

Trofeo Buffoni
- 2009 (Marchiol-Pasta Montegrappa-Site-Heraclia)

Memorial Danilo Furlan
Memorial Vittime del Vajont
- 2010 (ORT-Reale Mutua)

6ª tappa Giro della Valle d'Aosta (Ville-la-Grand > Ville-la-Grand)
- 2011 (Zalf-Désirée-Fior)

Medaglia d'Oro Frare De Nardi
Coppa Fiera di Mercatale
Giro del Belvedere
Medaglia d'Oro Consorzio Marmisti della Valpantena
Giro delle Valli Aretine
Gran Premio Città di Felino
Coppa Ciuffenna
- 2012 (Zalf-Euromobil-Désirée-Fior)

Coppa Fiera di Mercatale
Trofeo Matteotti - Marcialla
Memorial Thomas Casarotto
G.P. C.R.S. Impianti – Francesco Civettini a.m.
- 2014 (Bardiani, una vittoria)

6ª tappa Giro di Danimarca (Kalundborg > Frederiksberg)
- 2015 (Bardiani, una vittoria)

10ª tappa Giro d'Italia (Civitanova Marche > Forlì)

## Piazzamenti

### Grandi Giri
- Giro d'Italia

2013: 137º
2014: 128º
2015: 159º
2016: 139º
2017: 152º

### Classiche monumento
- Milano-Sanremo

2016: ritirato
2017: ritirato

### Competizioni mondiali
- Campionati del mondo

Copenaghen 2011 - In linea Under-23: 100º